# همگام‌سازی
همگام‌سازی یا هم‌زمان‌سازی (به انگلیسی: Synchronization) به عمل هماهنگ‌کردن رویدادی برای عمل کردن به عنوان یک سیستم واحد می‌گویند مثل عمل رهبر ارکستر، برای هماهنگ‌کردن ارکستر در زمان اجرا. سیستمی که به همراه همه قطعاتش همگام کار می‌کند سینک (به انگلیسی: sync) یا همگام نامیده می‌شود.